# Улрих VIII (XV) фон Регенщайн
Улрих VIII (IV/XV) фон Регенщайн-Бланкенбург Млади (на немски: Ulrich VIII (IV/XV) von Regenstein-Blankenburg; * ок. 1450/пр. 1460; † 6 юли 1524) е граф на Регенщайн и Бланкенбург в Харц.
Той е син на граф Бернхард V фон Регенщайн-Бланкенбург († 1458/1459) и съпругата му Елизабет фон Мансфелд († 1474), дъщеря на граф Гебхард V фон Мансфелд († 1433/1438) и Урсула фон Шварцбург († 1461).
През 15 век графската фамилия фон Регенщайн се мести от замък Регенщайн при Бланкенбург в дворец Бланкенбург. Улрих VIII умира на 6 юли 1524 г. и е погребан в Бланкенбург. Последният мъжки представител на благородническия род, граф Йохан Ернст фон Регенщайн умира през 1599 г. Части от графството стават Графство Бланкенбург.

## Фамилия
Улрих VIII (IV/XV) фон Регенщайн-Бланкенбург Млади се жени 1489 г. за графиня Анна фон Хонщайн († 1539), дъщеря на граф Йохан I фон Хонщайн-Фирраден († 1498) и принцеса Анна (Агнес) фон Анхалт-Цербст († 1492). Те имат децата:
- Барбара фон Регенщайн († 1529), омъжена на 21 март 1501 г. за бургграф Георг I фон Кирхберг-Фарнрода († 30 март 1520)
- Ева фон Регенщайн († сл. 27 август 1537), омъжена на 29 март 1523 г. за граф Фридрих I фон Дипхолц-Бронкхорст († 1529)
- Бернхард VI фон Регенщайн († 2юли – 9 септември 1533), граф на Регенщайн
- Йобст фон Регенщайн (* пр. 1492; † 4 септември 1529), граф на Регенщайн
- Улрих X фон Регенщайн-Бланкенбург (IX/XVI) ' 'Млади' (* пр. 1499, †. 22 март 1551), граф на Регенщайн, женен I. 1524 г. за Барбара фон Мансфелд († пр. 27 февруари 1529), II. на 16 декември 1529 г. в Щиге за Магдалена фон Щолберг († 19 ноември 1546)
- ? Агнес фон Регенщайн († 1490), омъжена за граф Ервин V фон Глайхен-Рембда († 12 февруари 1497)